# يوم بيوم (مسلسل)
مسلسل يوم بيوم هو مسلسل كوميديسوري إنتاج عام 1995

## قصة العمل
تطرح من خلال حلقات متصلة منفصلة، يتناول المسلسل العديد من المواضيع المختلفة، حيث يتم عرض موضوع مختلف بأسلوب كوميدي شيق، وتتنوع المواضيع ما بين قضايا، ومشكلات اجتماعية، أو اقتصادية، أو حتى مشاكل أخلاقية، وشخصية، ويتم عرض حل لكل مشكلة بنهاية الحلقة.

## الممثلون
- أيمن زيدان
- سامية الجزائري
- ليلى جبر
- بسام لطفي
- حسام تحسين بيك
- عصام عبه جي
- أيمن رضا
- باسم ياخور
- توفيق العشا
- حلا عمران
- جرجس جبارة
- محمد آل رشي
- كاريس بشار
- سوسن ميخائيل
- سيف الدين سبيعي
- نزار أبو حجر
- رنده عيد
- علي التلاوي
- خالد حمد
- حازم زيدان (طفل)
- بشار الحايك (طفل)